# Can Comamala
Can Comamala és una obra del municipi de Sant Vicenç dels Horts (Baix Llobregat) inclosa en l'Inventari del Patrimoni Arquitectònic de Catalunya.

## Descripció
Es tracta d'un edifici cantoner de planta rectangular amb jardí al sector SE, delimitat per una tanca. Té planta baixa, pis i terrat de tipus català. La porta d'accés (porxada) és a la façana E i té la mateixa composició ornamental que la resta d'obertures: fullam, flors i filigrana (en acurat relleu) omplen els dintells i muntants; hi ha decoració d'esgrafiats i trencaaigües.
Les façanes són coronades per formes ondulants en motllures, frontó central amb medalló i inicials "CC". Les cantonades són fetes tot simulant carreus

## Història
Aquest edifici fou construït el primer quart del segle XX per la família Comamala, propietaris d'una fàbrica de filats.
L'ajuntament té la intenció de restaurar l'edifici i fer-ne un centre cultural.